# Peter Joseph von Lindpaintner
Johann Peter Joseph von Lindpaintner (Koblenz, 8 december 1791 – Nonnenhorn, 21 augustus 1856) was een Duits componist en dirigent.

## Levensloop
Von Lindpaintner studeerde in München muziek bij Peter von Winter en Joseph Graetz en was van 1812 tot 1819 muziekdirecteur aan het toen nieuw opgerichte Isartortheater. Vervolgens werd hij Hofkapelmeester in Stuttgart en bleef in deze functie tot aan zijn dood. Felix Mendelssohn Bartholdy was in november 1831 op bezoek in Stuttgart en was erg geïmponeerd van von Lindpaintner als dirigent. Vanuit een brief van 15 februari 1832 aan zijn leraar Carl Friedrich Zelter is bekend, dat hij von Lindpaintner toen voor een der beste dirigenten in Duitsland hield. Algemeen bekend is, dat het operaorkest in Stuttgart onder leiding van Lindpaintner een hoog peil bereikte en zich tot een van de belangrijkste orkesten in Duitsland had ontwikkeld.
Als componist schreef hij orkestwerken (symfonieën, ouvertures, concerten), vocale (oratoria, missen liederen) en kamermuziek, maar vooral werken voor het muziektheater (opera's en balletten), waarbij zijn opera's Der Bergkönig, Die Genueserin en Lichtenstein zeer geliefd waren. Al meer dan twaalf jaar voor Giuseppe Verdi schreef hij een opera met de titel Die Sizilianische Vesper (de Siciliaanse Vespers). Gewaardeerd was ook zijn muziek voor de tragedie Faust van Johann Wolfgang von Goethe.
Hij was lid van de vrijmetselaarsloge Wilhelm zur aufgehenden Sonne in Stuttgart.

## Composities

### Werken voor orkest
- ca. 1818 Ouverture de l'opéra "Das Rosenmädchen (La rosière)", voor groot orkest
- ca. 1818 Ouverture de l'opéra "Kunstsinn und Liebe", voor groot orkest
- ca. 1818 Ouverture de l'opéra "Moses", voor groot orkest
- ca. 1821 Ouverture aus der Oper "Abrahams Opfer", voor orkest, op. 23
- 1821 Ouverture de l'opera "Timantes", voor orkest, op. 31
- 1823 Ouverture de l'opéra "Sulmona", voor groot orkest, op. 40
- 1824 Romance et Rondeau, voor jachthoorn en orkest, op. 48
- 1828 Danina, oder Jocko, der brasilianische Affe, ouverture tot de balletmuziek, op. 65
- 1828 Ouverture à grand orchestre, op. 66
- 1828 Ouverture de l'opéra "Le Vampyr", voor groot orkest, op. 70
- 1830 Ouverture militaire du ballet "Zeila ou Le tambour écossois", voor groot orkest, op. 73
- om 1830 Ouverture de l'opéra "L'Amazone", voor groot orkest, op. 76
- 1830 Ouverture de la tragédie "Faust" de Goethe, voor groot orkest, op. 80
- 1836 Ouvertüre aus der Oper "Die Macht des Liedes", voor orkest
- 1842 Ouverture guerrière - Kriegerische Jubel-Ouvertüre zur Feier 25-jähriger Regierung Königs Wilhelm von Württemberg, voor groot orkest, op. 109
- Andante, Variationen und Bolero, potpourri voor dwarsfluit en orkest (of piano), op. 62
- Andante et rondo, voor dwarsfluit en orkest, op. 29
- Concert in e mineur, voor dwarsfluit en orkest, op. 28
- Concert F majeur, voor fagot en orkest
- Concertino, voor viool en strijkorkest met dwarsfluit, 2 klarinetten, 2 fagotten, 2 hoorns, 2 trompetten, trombone en pauken, op. 35
- Concertino in Es majeur, voor klarinet en orkest (of piano), op. 41
- Concertino, voor viool en orkest (of piano), op. 42
- Concertino, voor hoorn en orkest (of piano), op. 43
- Concertino in F majeur (Nr. 1), voor hobo en orkest
- Divertissement, voor orkest
- Drei Divertissements, voor dwarsfluit en orkest (of piano), op. 67
- Fest-Ouverture in E majeur, voor orkest, op. 102
- Grand concert pathétique, voor dwarsfluit en orkest, op. 105
- Ouverture de l'Opéra "Das Rosenmädchen (La Rosière)", voor groot orkest
- Ouverture de l'opéra "Der Bergkönig", voor orkest, op. 50
- Ouverture de la tragèdie "Le Paria", voor groot orkest, op. 51
- Ouverture zur Oper "Die Genueserinn" op. 106, voor orkest
- Rondeau, voor fagot en orkest, op. 24
- Sinfonia concertante nr. 1 in Bes majeur, voor dwarsfluit, hobo, klarinet, hoorn, fagot en orkest, op. 36
- Sinfonia concertante nr. 2 in F majeur, voor dwarsfluit, hobo, klarinet, hoorn, fagot en orkest, op. 44
- Sinfonia concertante nr. 3, voor dwarsfluit, hobo, klarinet, hoorn, fagot en orkest, op. 56

### Werken voor harmonieorkest
- Ouverture tot de opera "Der Vampyr" - bewerkt door Thomas H. Rollinson
- Ouverture tot de opera "Die Pflegekinder"
- The Standard Guard (Die Fahnenwacht), voor kornet en harmonieorkest, op. 114 - bewerkt door Louis-Philippe Laurendeau

### Muziektheater

#### Opera's
| Voltooid in | titel                                                                          | aktes       | première                                   | libretto                                                                          |
| ----------- | ------------------------------------------------------------------------------ | ----------- | ------------------------------------------ | --------------------------------------------------------------------------------- |
| 1808        | Demophoon, op. 20                                                              | 3 bedrijven | 29 januari 1811, München                   | Ignaz Franz Castelli naar Philippe Desriaux                                       |
| 1813        | Moses Errettung                                                                | 3 bedrijven |                                            | Ernst August Friedrich Klingemann                                                 |
| 1814        | Die Pflegekinder, op. 143                                                      | 2 bedrijven | 19 november 1814, München, Isartortheater  | Karl Thienemann                                                                   |
| 1815        | Die Prinzessin von Cacambo, op. 148                                            | 3 bedrijven | 2 maart 1815, München, Isartortheater      | August von Kotzebue                                                               |
| 1815        | Die Sterne-Königin, op. 151 oorspronkelijke titel: Lucinda, das Sternenmädchen | 2 bedrijven | 13 juli 1815, München, Isartortheater      | Julius A, von Voß                                                                 |
| 1818        | Die Rosenmädchen, op. 203                                                      | 3 bedrijven | 30 mei 1818, Wenen, Theater an der Wien    | August von Kotzebue, naar Marie-Emmanuel-Guillaume-Marguerite Théaulon de Lambert |
| 1819        | Timantes, op. 225                                                              | 3 bedrijven | 22 januari 1820, Stuttgart                 | Franz Xaver Hiemer                                                                |
| 1823        | Sulmona, op. 231                                                               | 3 bedrijven | 11 april 1823, Stuttgart                   | Franz Xaver Hiemer, naar Christoph Friedrich Bretzner                             |
| 1824        | Der Bergkönig, op. 235                                                         | 3 bedrijven | januari 1825, Stuttgart                    | Karl Hanisch                                                                      |
| 1827-1828   | Der Vampyr, op. 260                                                            | 3 bedrijven | 21 september 1828, Stuttgart               | Caesar Maximilian Heigel, naar Lord Byron                                         |
| 1831        | Die Amazone oder Der Frauen und der Liebe Sieg, op. 268                        | 3 bedrijven | 28 september 1831, Stuttgart               | Ludwig Robert                                                                     |
| 1834        | Die Bürgschaft, op. 275                                                        | 3 bedrijven | 28 september 1834, Stuttgart               | Friedrich Ludwig Carl Biedenfeld, naar Friedrich von Schiller                     |
| 1836        | Die Macht (Gewalt) des Liedes, op. 284                                         | 3 bedrijven | 13 maart 1836, Stuttgart                   | Ignaz Franz Castelli                                                              |
| 1838        | Die Genueserin, op. 295                                                        | 2 bedrijven | 8 februari 1839, Wenen, Kärntnertortheater | Carl Philipp Berger                                                               |
| 1842        | Die sizilianische Vesper (de Siciliaanse Vespers), op. 332                     | 4 bedrijven | 10 mei 1843, Stuttgart                     | Heribert Rau                                                                      |
| 1845-1846   | Lichtenstein, op. 364                                                          | 5 bedrijven | 26 augustus 1846, Stuttgart, Hofopera      | Franz von Dingelstedt, naar Wilhelm Hauff                                         |
| 1851-1852   | Giulia oder die Corsen, op. 446                                                | 4 bedrijven | 20 november 1853, Stuttgart                | August Lewald                                                                     |
| 1855        | Libella, op. 481                                                               | 2 bedijven  | niet uitgevoerd                            |                                                                                   |

#### Operettes
| Voltooid in | titel                                                                    | aktes       | première               | libretto            |
| ----------- | ------------------------------------------------------------------------ | ----------- | ---------------------- | ------------------- |
| 1813        | Der blinde Gärtner oder Die blühende Aloë, op. 94                        | 1 akte      | 10 juli 1813, München  | August von Kotzebue |
| 1816        | Das Christusbild oder Kunstsinn und Liebe, op. 162                       | 2 bedrijven | mei/juni 1816, München |                     |
| 1816        | Hans Max Giesbrecht von der Humpenburg oder Die neue Ritterzeit, op. 163 | 1 akte      | 16 juni 1816, München  | August von Kotzebue |

#### Balletten
| Voltooid in | titel                                               | aktes   | première                                                   | libretto     | choreografie     |
| ----------- | --------------------------------------------------- | ------- | ---------------------------------------------------------- | ------------ | ---------------- |
| 1827        | Danina, oder Jocko, der brasilianische Affe, op. 65 | 4 aktes | 9 mei 1827, München, Königliches Hof- und National-Theater |              | Filippo Taglioni |
| 1830        | Zeila ou Le tambour écossois                        |         |                                                            |              |                  |
| 1841        | Apollo und Daphne oder Amors Rache                  | 1 akte  |                                                            |              | Theodor Martin   |
| 1846        | Der Geistersohn                                     | 2 aktes |                                                            | Jules Perrot | Johann Fenzl     |
|             | Zephir et Rose, op. 75                              |         |                                                            |              |                  |

#### Toneelmuziek
- 1808 Salomons Urtheil - Le jugement de Salomon, toneelstuk met koren in twee afdelingen (samen met: Peter von Winter) - tekst: Matthäus Stegmayr naar Adrien Quaisain en Louis Charles Caigniez
- 1816 Pervonte oder Die Wünsche, tovenaarsklucht in 3 bedrijven, op. 168 - libretto: August von Kotzebue, naar een sprookje van Christoph Martin Wieland - première: juli 1816, München
- 1850 Faust, tragedie in 6 aktes van Johann Wolfgang von Goethe - première: 2 december 1850
- 1850 Abraham oder die Ergebung in den Willen Gottes, melodrama met aria's en koren in 2 aktes - tekst: Johann Baptist Krebs
- Die Glocke, voor declamatie en piano (vierhandig), op. 80 - tekst: Friedrich von Schiller

### Vocale muziek

#### Oratoria
- 1821 Abrahams's Opfer, oratorium in 2 afdelingen, op. 23 - libretto: Johann Baptist Krebs
- 1829 Der Jüngling von Nain, oratorium voor zangstemmen en piano, op. 155 - libretto: Carl Grüneisen
- 1848 Abraham, oratorium in drie afdelingen - libretto: Johann Baptist Krebs

#### Cantates
- 1820 Glückwunsch zum neuen Jahr, cantate
- 1820 Hörnerklang - Eine Cantate, cantate - tekst: Franz Karl Hiemer
- om 1832 Cantate zu Goethe's Gedächtniß-Feier, cantate - tekst: Gustav Schwab

#### Werken voor koor
- 1826 Sechs Gesänge, voor vier mannenstemmen, op. 39
  1. Mahnung
  2. Die Sterne des Lebens
  3. Wer darf?
  4. Mein Vaterland
  5. Liebeslied
  6. Gesellschaftslied
- 1833 Sechs Gesänge, voor 4 mannelijke stemmen en koor, op. 82
- 1849 Die Reime des Minne- und Volkssängers Müller von der Werra, liederen voor zangstem, mannenkoor en piano - tekst: Friedrich Konrad Müller von der Werra
- 1850 Leiden und Freuden, Leben und Tod!, voor mannenkoor, op. 146 - tekst: Christoph Christian Hohlfeldt
- 1856 Ein deutscher Eichenkranz, voor mannenkoor, op. 170 - tekst: Friedrich Konrad Müller von der Werra
- Canon aus dem Volksmährchen "Die Sternenkönigin", voor driestemmig koor (STB)
- Die Fahnenwacht, voor mannenkoor op. 114 - tekst: Feodor Franz Ludwig Löwe
- Die Frauen, zes liederen voor vrolijke gezelschappen voor mannenkoor (TTBB), op. 54
  1. Das Kleinod der Schöpfung
  2. Huldigung
  3. Der Hagestolz und der Weiberfeind
  4. Wem gilt's
  5. Der Greis
  6. Frauen Lob

#### Liederen
- 1819 Herr Gott, dich loben wir, voor zangstem en piano, op. 27 - tekst: Friedrich Gottlieb Klopstock
- ca. 1822 Ständchen - "Horch! Horch! horch mit schönen Liebestönen", voor zangstem en piano
- 1823 Ciel pietoso - Preghiera "Lass' dein Trauern", voor bas en piano, op. 21
- 1825 Frühlingslied am Todestage Schillers, voor zangstem en piano (of gitaar) - tekst: Franz Ritter
- om 1830 Abend eines Rajah, voor zangstem en piano
- ca. 1830 Lied einer Nonne - ach welch'ein Schmerz! mein armes Herz, voor zangstem en piano (of gitaar)
- 1838 Der Todtengräber, voor zangstem en piano - tekst: Herwegh
- 1840 Württembergisches Vaterlandslied, voor zangstem en piano - tekst: Franz Ritter
- 1841 Die Pappeln - Nr. 1 aus dem Buche der Liebe, voor zangstem en piano - tekst: Carl Ferdinand Dräxler-Manfred
- 1841 Schlummerlied, voor 2 sopranen, tenor, 2 bassen, dwarsfluiten, klarinetten en 6 hoorns
- 1842 Auf dem Thurme - aus "Lieder des Schmerzes", voor zangstem en piano - tekst: Carl Ferdinand Dräxler-Manfred
- 1842 Gute Nacht - aus dem Buche der Liebe, voor zangstem en piano - tekst: Carl Ferdinand Dräxler-Manfred
- 1850 Roland - Seitenstück zur "Fahnenwacht", romance voor zangstem en orkest (of piano, of gitaar) - tekst: Feodor Franz Ludwig Löwe
- ca. 1850 Der Schreiner, voor zangstem en piano - tekst: Feodor Franz Ludwig Löwe
- 7 Lieder, voor bariton en piano - tekst: Johann Nepomuk Vogl
- Abschied - Das Jahr ist nun vorüber
- Amanda - Erwache sanft
- Bajaderen Gesang - "In des Ganges heilgen Fluthen kühlet von des Tages", voor zangstem en piano
- Der Hirtin Wahl - Tadelt nicht den jungen Hirten
- Der König und der Sänger, ballade voor zangstem en piano
- Der Verbannte, romance voor zangstem en piano (of gitaar) - tekst: Franz Xaver Hiemer
- Der Wassertrinker - Trink, betrübter
- Die Fahnenwacht, voor sopraan (of tenor, of bariton) en piano, op. 114 - tekst: Feodor Franz Ludwig Löwe
- Drei Lieder, voor alt (of bariton) en piano, op. 140
- Einzelne Gesänge aus der großen romantischen Oper "Die Genueserin", voor zangstem en piano, op. 106
- Tyrolerlied "Hier ist es ja so schön" - Was soll ich in der Fremde thun, voor zangstem en piano (of gitaar)
- Liebesschwur - O Geliebte, dein vergessen
- Liedersammlung, voor zangstem en piano, op. 37
  1. Blumen und Lieder
  2. Schön und schöner
  3. Sehnsucht nach dem Vaterlande
  4. Mein Lieblingsplätzchen
  5. Stille Liebe - Treu geliebt und still geschwiegen
  6. Das Mädchen und die Blumen
- Muttergottes-Sträußlein zum Maimonat - 8 fromme Lieder, voor zangstem en piano, op. 164 - tekst: Jos. Müller
- Porte-étendard et ménestrel, voor zangstem en piano - tekst: Bélanger
- Sechs deutsche Lieder, voor zangstem en piano, op. 71
- Sechs Lieder zu Goethes Faust, voor zangstem en piano (of gitaar), op. 81 - tekst: Johann Wolfgang von Goethe
- Zwölf deutsche Liedlein, voor zangstem en piano 
  1. Meine Mutter!
  2. Lebewohl!
  3. Treue Liebe! - mit Junigkeit Klagend
  4. Minnelied!
  5. Verspäteter Fruhling!
  6. Der Baum im Odenwald
  7. Rosmarin
  8. Wiegenliedchen
  9. Grabesblumen - mit Gefühl
  10. Mutterklage
  11. Schlaf nur ein!
  12. Der schwere Traum!

### Kamermuziek
- 1825 Trois grands trios (D majeur, g mineur en F majeur), voor viool, altviool en cello, op. 52
- 6 Fantaisies faciles sur des thèmes allemands, voor viool en piano
- Blaaskwintet
- Fantaisie, variations et rondeau, voor 2 jachthoorns en piano, op. 49
- Grande polonaise, voor dwarsfluit en piano, op. 47
- Potpourri G majeur, voor dwarsfluit en piano, op. 61
- Strijkkwartet nr. 1, op. 30
- Variations sur un thème de Beethoven "Le trémolo", voor dwarsfluit en piano, op. 121

### Werken voor piano
- 1815 Zwei Märsche aus dem Schauspiele "Die drey Wahrzeichen"
- 1830 Ouverture militaire du ballet "Zeila ou Le tambour écossois", op. 73
- Danina, oder Jocko, der brasilianische Affe, ouverture tot de balletmuziek
- Jubel-Ouverture über die russische Volkshymne
- Ouverture de l'opéra "Abraham's Opfer"
- Ouverture de l'opéra "L'amazone", op. 76
- Ouverture de l'opera "Le Vampyr", op. 70
- Ouverture zur Oper "Die Genueserin", op. 106
- Roland - 6 Morceaux élégants, op. 105